# Hieracium aryslynense
Hieracium aryslynense là một loài thực vật có hoa trong họ Cúc. Loài này được (Zahn) Üksip mô tả khoa học đầu tiên.